# Ratonero bodeguero andaluz
Ratonero Bodeguero Andaluz é uma raça de cão originária de Espanha, do tipo Terrier. O seu nome reflecte a sua principal ocupação: caçar ratos e ratazanas escondidos entre os barris nas adegas da Andaluzia. Foi reconhecida como uma raça nativa de Espanha pela Real Sociedad Canina de España em 2000.